# 삼가고등학교
삼가고등학교(三嘉高等學校)는 대한민국 경상남도 합천군 삼가면 일부리에 있는 공립 고등학교이다.

## 학교 연혁
- 1972년 1월 14일 : 삼가종합고등학교 설립인가(6학급)
- 1972년 2월 23일 : 초대 남천우 교장 겸무
- 1972년 3월 2일 : 제1회 입학식(개교)
- 1974년 3월 1일 : 삼가고등학교로 교명 변경
- 1994년 8월 9일 : 학칙 변경(6학급 인가)
- 1997년 10월 21일 : 교지 「白鶴」 창간호 발행
- 2000년 3월 8일 : 급식소 증축 공사 준공
- 2003년 3월 18일 : 백학관(체육관) 준공식
- 2005년 9월 10일 : 도서실 활성화사업 완료
- 2007년 2월 25일 : 과학실 현대화
- 2012년 11월 22일 : 정책 연구학교 보고회(역사의식 함양)
- 2015년 3월 1일 : 자율학교 재지정(~2018.02.28.)
- 2015년 5월 14일 : 명상의 숲 조성 (합천군청 지원)
- 2018년 12월 5일 : 조리실습동 개소식
- 2023년 2월 9일 : 제49회 졸업식(졸업생 26명, 졸업생 누계 5,759명)
- 2023년 3월 1일 : 제23대 하양근 교장 부임
- 2023년 3월 2일 : 입학식(신입생 39명 보통과 19명, 조리과 20명)

## 설치 학과
- 조리과
- 7차일반

## 참고 자료
- 삼가고등학교 - 한국교육학술정보원 학교알리미